# Thomas Arnold (bobsleigh)
Cet article concerne un bobeur britannique. Pour l'historien britannique, voir Thomas Arnold.
Pour les articles homonymes, voir Arnold.
Thomas Alfred Arnold, né le 5 mai 1901, est un bobeur britannique.

## Carrière
Thomas Arnold participe aux Jeux olympiques de 1924 à Chamonix et remporte la médaille d'argent en bob à quatre, avec Ralph Broome, Alexander Richardson et Rodney Soher.

## Palmarès

### Jeux Olympiques
- : médaillé d'argent en bob à quatre aux Jeux olympiques d'hiver de 1924.